# Comità per l'Útzil del Glheþ
De Comità per l'Útzil del Glheþ (CÚG, Comité voor het gebruik van de Talossaanse taal) is de officiële taalorganisatie voor de Talossaanse taal. Het doel van de CÚG is het herkennen en het aanbevelen van aanpassingen aan de woordenschat, grammatica en het gebruik van het Talossaans. Het comité brengt deze aanbevelingen uit in publicaties bekend als Arestadas (voor grammatica) en Pienamaintschen (voor woordenschat).

## Geschiedenis
Het comité is opgericht op 14 november 1983 door Robert Ben Madison. De ontwikkeling van de taal wordt herkend door Arestadas die regelmatig uitgebracht worden door het comité. Soms werden er meerdere Arestadas uitgebracht in enkele maanden, maar tegenwoordig geeft het comité de voorkeur aan 12 december (erkend als "taaldag").

## Lidmaatschap
Lidmaatschap in het comité wordt verkregen door nominatie door een volledig lid en goedkeuring door twee volledige leden. Ieder nieuw lid is eerst minimaal 6 maanden kandidaat-lid, waarna een stemming door het comité volledig lidmaatschap kan verlenen. Het comité wordt geleid door een verkozen president en vicepresident.